# تسوکوویچه
تسوکوویچه (به صربی: Cokoviće) یک روستا در صربستان است که در نووی پازار واقع شده‌است.